# كارلهاينز ديشنر
كارلهاينز ديشنر (بالألمانية: Karlheinz Deschner)، هو كاتب وباحث ألماني ملحد. ولد في 23 مايو 1924 في مدينة بامبرغ التابعة لولاية بافاريا في ألمانيا. عُرِفَ بانتقاده للمسيحية بشكل عام، وللمسيحية الكاثوليكية خصوصاً. وقد ظهر ذلك في كتبه وأبحاثه المنشورة وبالأخص كتاب «تاريخ المسيحية الإجرامي» الذي يتألف هذا الكتاب من عشرة مجلدات، طُبِعَ منها تسعة مجلدات.

## الأعمال
لكارلهاينز ديشنر عدد من المؤلفات منشورة باللغة الألمانية، لم تترجم بعد إلى أي لغة. وهذه ترجمة لعناوين كتبه:

### الروايات
- الليل يحيط بداري. (1956)
- فلورنسا بدون شمس. (1958)

### نقد الأديان
- ما رأيك في المسيحية؟. (1957)
- صاح الديك مرة أخرى. (1962)
- مع الله والفاشيين. (1965)
- يسوع من وجهة نظر لاهوتية. (1966)
- قرن البربرية. (1966)
- الكنيسة والفاشية. (1968)
- المسيحية في رأي معارضيها. المجلد الأول (1969)
- لماذا تركت الكنيسة. (1970)
- الكنيسة والحرب. (1970)
- التلاعب الإيمان (1971)
- المسيحية في رأي معارضيها. (1971)
- على صليب الكنيسة. (1974)
- كنيسة الآثام. (1974)
- لماذا أنا مسيحي/ملحد/لا أدري. (1977)
- البابا يسافر إلى مسرح الجريمة (1981)
- قرن من التاريخ المقدس. المجلد الأول (1982)
- قرن من التاريخ المقدس. المجلد الثاني (1983)
- الكنيسة بالإهانة (1986)
- التاريخ الإجرامي للمسيحية، والمجلد. 1 (1986)
- أبوس Diaboli (1987)
- التاريخ الإجرامي للمسيحية، والمجلد. 2 (1988)
- عما أؤمن به. (1990)
- التاريخ الإجرامي للمسيحية، والمجلد. 3 1990)
- وسياسة البابوية في القرن 20 (1991)
- لمكافحة التعليم المسيحي (1991)
- الله النواب (1994)
- التاريخ الإجرامي للمسيحية، والمجلد. 4 (1994)
- الحرب العالمية للأديان : الحملة الصليبية الخالدة في البلقان (1995)
- التاريخ الإجرامي للمسيحية، والمجلد. 5 (1997)
- ' لا أحد في الأعلى (1997)
- التاريخ الإجرامي للمسيحية، والمجلد. 6 (1999)
- بين خضوع واللعن. روبرت Mächler (1999)
- تذكار (1999)
- التاريخ الإجرامي للمسيحية، والمجلد. 7 (2002)
- التاريخ الإجرامي للمسيحية، والمجلد. 8 (2004)
- التاريخ الإجرامي للمسيحية، والمجلد. 9 (2008)
- التاريخ الإجرامي للمسيحية، والمجلد. 10 (2013)

## وصلات خارجية
- كارلهاينز ديشنر على موقع مونزينجر (الألمانية)

- موقع كارلهاينز ديشنر الرسمي